# Casa (cognome)
Casa è un cognome di lingua italiana.

## Varianti
Benincasa, Ca, Cà, Ca', Caddei, Caddeo, Caddeu, Cadei, Cadeo, Cadeu, Canova, Casabassa, Casabella, Casabene, Casabianca, Casablanca, Casacchia, Casadei, Casadidio, Casadio, Casagrande, Casal, Casale, Casalegno, Casali, Casalicchio, Casamassima, Casamorata, Casana, Casanate, Casanova, Casanuova, Casareggi, Casaregis, Casarsa, Casati, Casazza, Case, Casedio, Casella, Caselli, Caserta, Casertano, Casetti, Casiello, Casillo, Casine, Casini, Casino, Casiraghi, Casirago, Casirati, Casoi, Casolini, Casolla, Cason, Casonati, Casonato, Casone, Casoni, Casorati, Casotti, Da Ca, Da Casa, Da Cha, Daccà, Dachà, Dalla Casa, Dalla Cha, Dallacasa, Dallachà, De Casamassimi, Della Casa, Las Casas.

## Origine e diffusione
Cognome panitaliano, è presente prevalentemente al Sud.
Potrebbe derivare da un toponimo contenente "casa".
La variante Ca' è settentrionale; Da Casa, Dalla Casa e Della Casa sono settentrionali e principalmente diffusi in Liguria; Casini è toscano; Casoni è emiliano e lombardo; Cason è veneto; Casiello, Casillo e Casolla sono campani; Las Casas è sardo. 

## Persone
- Emilio Casa – medico e storico italiano
- Giuseppe Casa – scrittore italiano
- Vittoria Casa – politica italiana